# Кровавый ночной кошмар
«Кровавый ночной кошмар» — кинофильм. Также известен как «Малакай — кровавый кошмар».

## Сюжет
Трое фанатов фильмов ужасов, профессор и писатель Сибрук, работник модной индустрии О’Флаерти и сыщик-любитель Филипп Скотт, организовали в Сан-Франциско кинофестиваль. Их главный гость — Малакай, знаменитый актёр, прославившийся в роли вампиров.
Но неожиданно гости кинофестиваля начинают пропадать. Организаторы начинают подозревать, что это дело рук Билли Бойда и Харриса, рекламных агентов Малакая. Бывший охотник за нацистами, Бен-Халик, рассказывает им, что Малакай — настоящий вампир, и его нужно остановить…

## В ролях
- Кервин Мэтьюз — принц Зарофф
- Джерри Уолтер — Малакай
- Дэн Колдуэлл — профессор Уинслоу Сибрук
- Барри Юнгфеллоу — Синди О’Флаерти
- Джон Кокран — Филипп (Скотти) Скотт
- Хай Пайк — Харрис
- Марк Энджер (Ирвинг Исраэль) — Тобиас Бен-Халик
- Дрю Эшельман — Арлингтон
- Рей К. Гоман — Билли Бойд
- Морган Аптон — Джордж Уилсон
- Джастин Бишоп — доктор Карл Унворт
- Стэн Ричи — Марсдон
- Чарльз Мёрфи — Флэннери
- Ивонна Янг — Барбара Касл
- Майк Хитчкок — лейтенант Дрисколл
- Кэтлин Куинлэн

## Интересные факты
Также является персонажем мультфильма Ленор — маленькая мёртвая девочка («друг» чучела).